# Gutierre Gierero
Gutierre Gierero (Amberes, ?-Jaén, 1530) fue un escultor español.

## Biografía

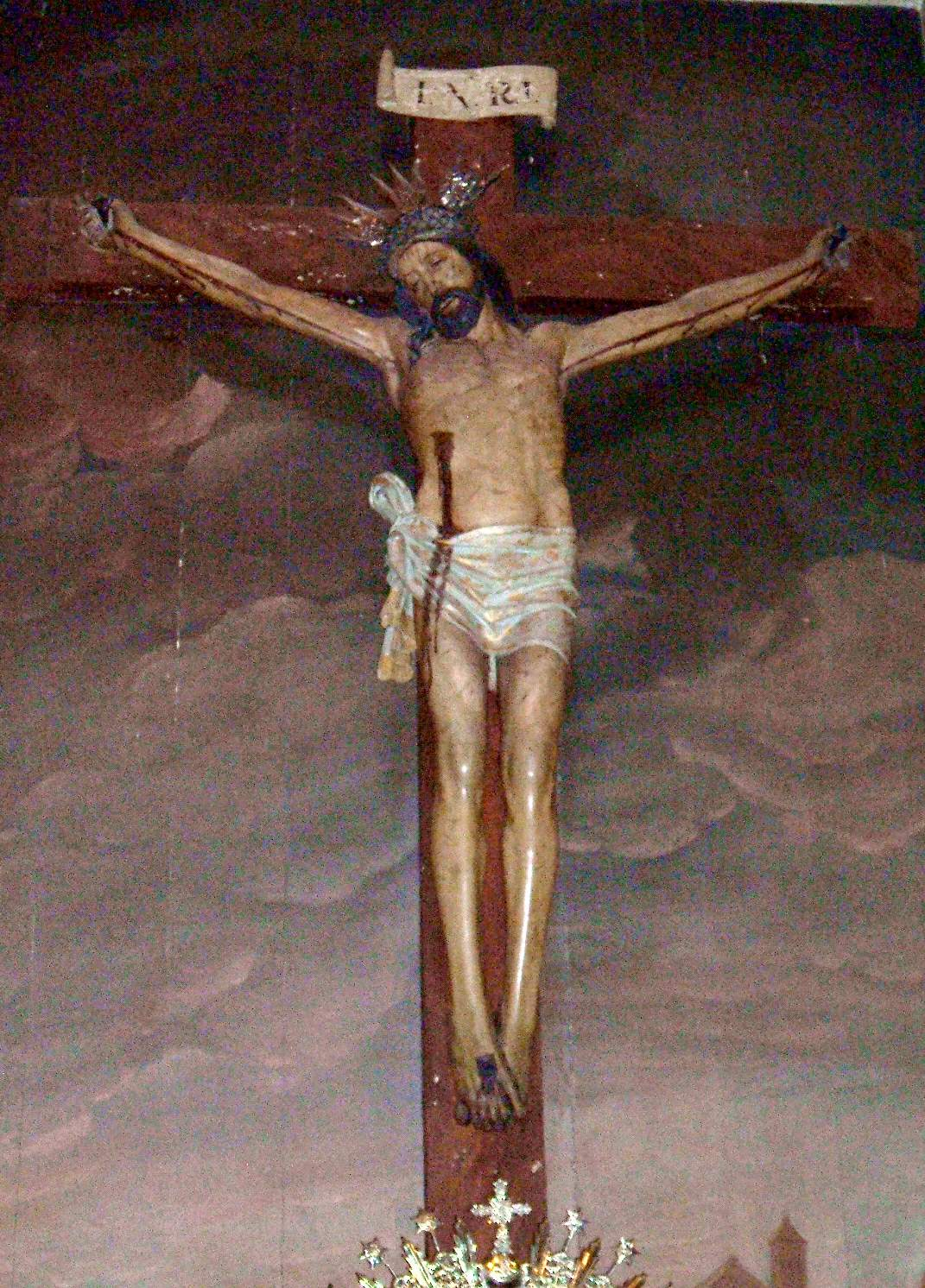
Cristo del Refugio. Catedral de Jaén

Es posible, dado que su primera esposa, Barbola, era castellana, que llegase a Castilla formando parte del taller de Felipe de Borgoña, desplazándose posteriormente al Reino de Murcia donde, habiendo enviudado, contrajo matrimonio con Beatriz de Riquelme, vecina de Jaén pero descendiente de murcianos. Es probable que fuese este escultor el mismo maestro Gutierre que, en 1509, envió desde Cartagena un retablo para el convento de los Dominicos de Jaén. En 1518 se encontraba —con seguridad— en Jaén, a donde llegó, probablemente desde Granada, para colaborar en la realización de la sillería del coro de la catedral de la Asunción de Jaén con el escultor López de Velasco, y donde permaneció hasta su muerte en el año 1530.

## Obra
Además de la citada sillería del coro, realizó para la catedral de Jaén el Cristo del Refugio y, como parecen demostrar los datos observados y tras la última restauración llevada a cabo, el Cristo de las Misericordias.
Obra suya es también el artesonado de la sala capitular y la sacristía de la capilla de San Andrés, de nuevo en Jaén.
Desde hace pocos años, se le viene atribuyendo con gran acierto el Cristo de la salud, talla policromada de finales del siglo XV o principios del siglo XVI, de la hermandad de la salud de Murcia, perteneciente a la iglesia de San Juan de dios.Y siendo la talla más antigua que procesiona en la Semana Santa de la ciudad.